# Castelbuono (Bevagna)
Castelbuono è una frazione di Bevagna, in provincia di Perugia.
Il paese si trova a 354 m s.l.m. ed è occupato da circa 10 abitanti. Esso si trova a pochi chilometri di distanza dal capoluogo.

## Storia
Nel 1160 il paese risulta essere tra i possedimenti di Matteolo di Monaldo. Il castello rimase indipendente (Libero Comune) fino al 1530, quando passò al perugino Malatesta Baglioni assieme a Bevagna: fu poi donato nel 1567 ai folignati Trinci, assieme alla vicina Limigiano.

## Monumenti e luoghi d'interesse
- Le mura antiche della città
- Maestà affrescata (XIV secolo), appena fuori le mura, attribuita a Giovanni di Corraduccio, rappresenta la Madonna della Rosa col Bambino e i Santi Michele Arcangelo e Stefano.
- Edicola del Crocifisso (XV secolo), nella piazzetta interna
- Chiesa di Santa Maria Assunta, la sola rimasta delle cinque originarie che si trovavano all'interno del castello. Contiene affreschi del XVI secolo, di cui uno del Fantino. Il campanile, poligonale, è chiuso alla base da due archi a sesto acuto
- Parco della scultura, esposizione fissa all'aperto frutto di un progetto artistico collettivo[3]